# Media@Komm
Media@Komm ist ein 1999 gestartetes und 2003 beendetes Projekt der Bundesregierung zur Entwicklung von verschiedenen kommunalen Diensten im Bereich der E-Administration unter Verwendung der digitalen Signatur. Ziel des Projektes waren sichere, rechtsverbindliche und vertrauenswürdige Transaktionen ohne Medienbruch zwischen Verwaltungen, Bürgern und Unternehmen.

## Media@Komm
Der Projektkoordinator war das Deutsche Institut für Urbanistik. Einer der bekanntesten Ergebnisse aus den ausgerufenen Städtewettbewerb Media@Komm sind das OSCI-Transportprotokoll und eine Online-Transaktionsplattform Governikus.

## MEDIA@Komm-Transfer
Das Nachfolgeprojekt des Bundesministeriums für Wirtschaft, Media@Komm-Transfer, war ein Teil der Initiative Deutschland-Online und lief weitere drei Jahre. Der Projektstart fand auf der CeBIT 2004 statt. Das Hauptziel des Projektes war es, kommunale und regionale E-Government-Initiativen zu verknüpfen und so den Wissenstransfer zu unterstützen, um dem Ideal der virtuellen Rathäuser möglichst nahe zu kommen. Ein weiterer Schwerpunkt von MEDIA@Komm-Transfer war die internationale Kooperation mit den Schwerpunktländern Russland und China. Als koordinierende Transferagentur fungierte Capgemini.
Im Rahmen des Projektes wurde auch mehrmals der Best-Practice-Award MEDIA@Komm-Transfer verliehen, der mit einem Preisgeld zur Umsetzung der geplanten Projekte dotiert war.
Bei der ersten Verleihung im Jahr 2004 wurden ein Projekt der Freien und Hansestadt Hamburg, sowie zwei Projekte des Kreises Segeberg ausgezeichnet. Im folgenden Jahr ging die Auszeichnung an die Städte Ulm und Neu-Ulm, die Stadt Nürnberg und an die Stadt Würzburg. Ebenfalls nominiert waren die Stadt Freiburg im Breisgau, sowie der Planungsverband Ballungsraum Frankfurt/Rhein-Main. Im dritten Jahr ging die Auszeichnung an den Landkreis Ludwigslust, die Stadt Hagen und die Stadt Nürnberg.
Im internationalen Bereich fanden zahlreiche Kooperationsaktivitäten zwischen Nürnberg und dem Oblast Moskau sowie Bremen und Kaliningrad mit dem Ziel des Technologietransfers sowie der wirtschaftlichen Kooperation statt. Weitere Delegationsbesuche auf Bundes- und Landesebene mit russischen und chinesischen Partnern verfestigten die institutionelle Kooperation.

## MEDIA@Komm-Innovation
Das derzeitige Projekt heißt Media@Komm-Innovation und wird vom Innovators Club des Deutschen Städte- und Gemeindebundes betrieben.